# Clause attributive de compétence en droit français
En procédure civile, une clause attributive de compétence, ou clause attributive de juridiction, ou clause de prorogation de compétence, ou encore clause d'élection de for, est une stipulation contractuelle dans laquelle les parties conviennent de confier le règlement d'un litige à une juridiction qui n'est pas légalement compétente pour en connaître, qu'il s'agisse de compétence d'attribution ou de compétence territoriale.